# De sidste strygekvartetter
De sidste Strygekvartetter er betegnelsen for Beethovens strygekvartetter nr. 12, 13, 14, 15 og 16. De er skrevet inden for de sidste tre år af hans liv, og er kendt for at være meget nyskabende, og utrolig komplicerede at spille. Igor Stravinsky sagde om dem, at de for evigt vil være nutidige. Beethoven sagde selv, at han følte, at Gud talte til ham gennem kvartetterne, men den gang syntes de fleste, at stykkerne var grimme. I dag betragtes værkerne som noget af det mest sublime musik, der nogensinde er skrevet, det taget i betragtning af, at Beethoven var fuldstændig døv, da han skrev dem.
Det mest kendte af værkerne er nok Große Fuge, som er den oprindelige finale af Strygekvartet nr. 13 i Bb-dur. Kvartetten er i seks satser og varer næsten 50 min. Alene finalen varer over et kvarter, og da den er meget kompliceret, og kommer som afslutning på et langt stykke musik, faldt den ikke i god jord blandt tilhørerne, hvorfor Beethoven skrev en alternativ finale, der i øvrigt blev hans sidste færdiggjorte komposition.
Beethovens egen favorit blandt kvartetterne var Strygekvartet nr. 14 i Cis-mol. Richard Wagner kaldte den det mest triste musik han nogensinde havde hørt, og Franz Schubert udtalte efter at have hørt den: "Hvad er der tilbage til os andre at skrive?"
Udover kvartetterne skrev Beethoven næsten ikke andet i den periode, selvom han begyndte på en 10. Symfoni i Es dur, som han dog aldrig nåede at skrive færdig.